# Signet

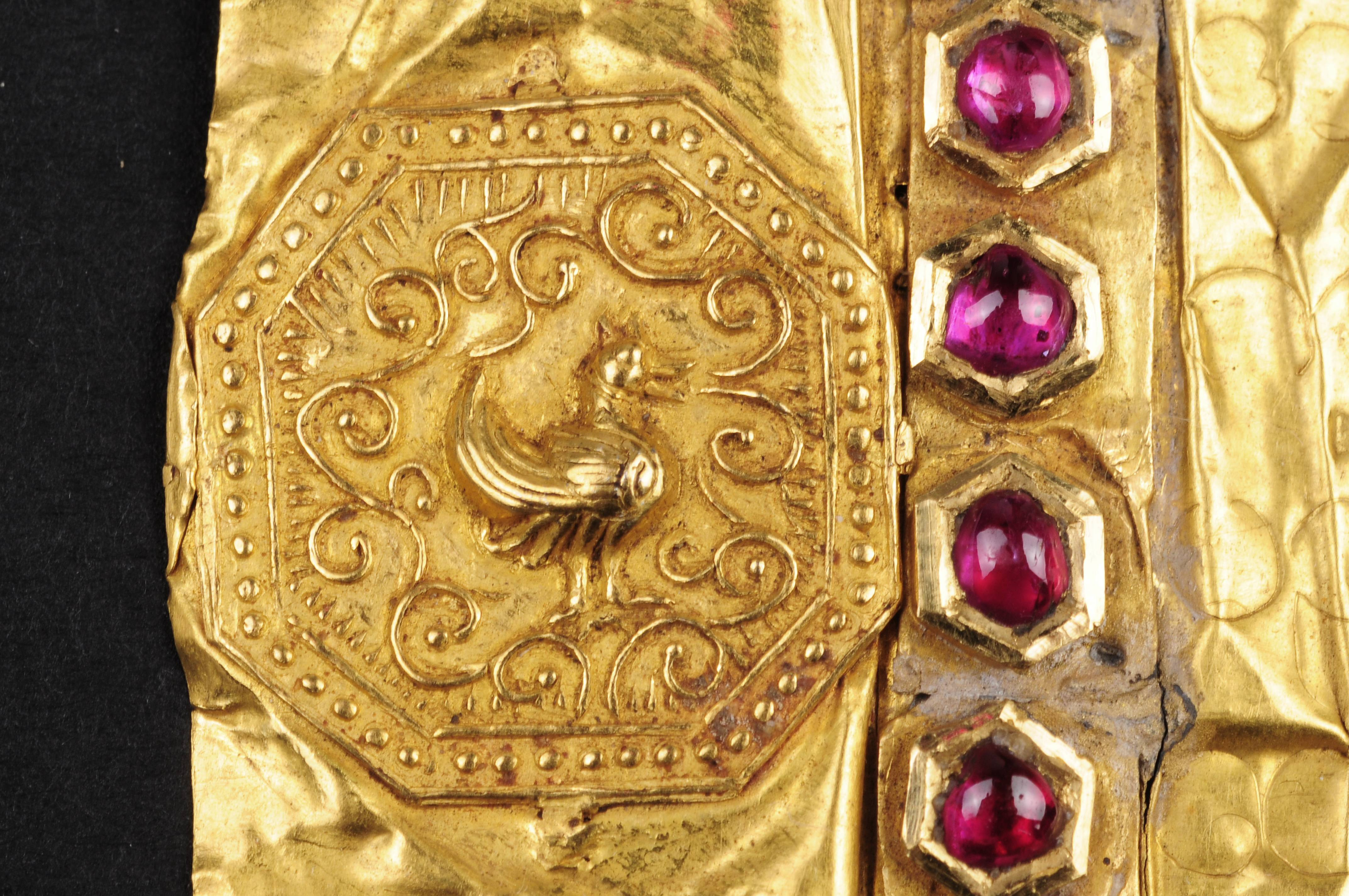
Der mythische Vogel Hamsa, Signet des birmanischen Königs Alaungphaya auf dem Goldenen Brief von 1756

Das Signet [zɪnˈjeː], auch [zɪˈɡnɛt] (lateinisch signum „Zeichen“) ist ein visuelles Zeichen. Die Anforderungen an Signete sind abhängig von der Funktion, der Zielgruppe, aber auch von epochalen Stilprägungen. Moderne Signete oder Signets sind meist aus geometrischen Grundformen aufgebaut, die schnell erfassbar sind. Der Wiedererkennungswert und die Sympathie sind weitere Kriterien für die Signetgestaltung. Signetentwicklung ist ein Spezialgebiet des Grafikdesigns. Eine der historischen Wurzeln des Signets ist die Heraldik. Viele moderne Wappenzeichen werden als Signet gestaltet.
Man spricht im Kunsthandel und in der Kunstwissenschaft noch immer vom „Signet“ eines Malers, Bildes oder einer Skulptur in Bezug auf die – piktographische oder schriftliche – Signatur des Urhebers.

## Geschichte

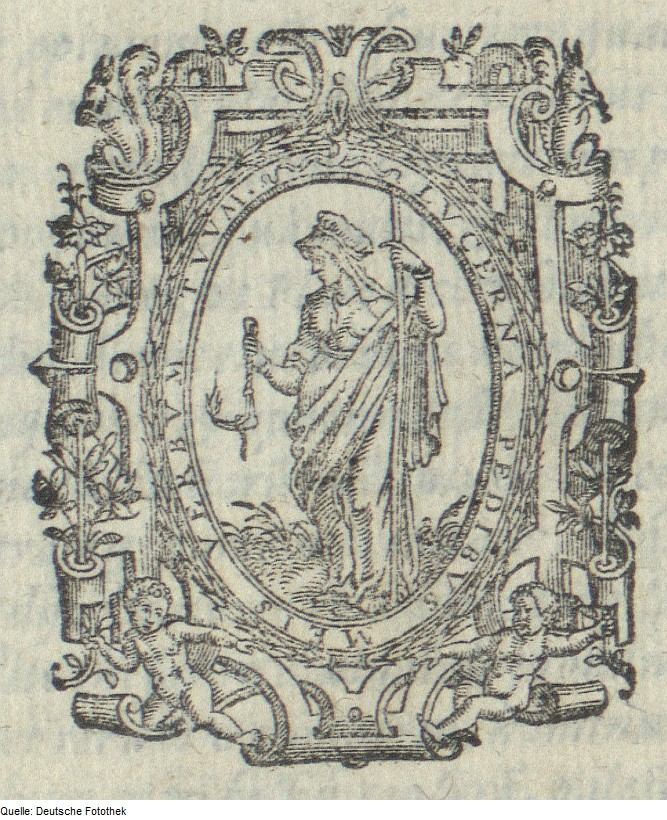
Signet (1580) der Theologen Thomas Erastus und Johann Jakob Grynaeus

Signet war ursprünglich die Bezeichnung für Drucker- und Verlegerzeichen, welche am Ende des Buches – später auf dessen Titel – angebracht waren und die Qualität seines Produktes garantieren sollten. Der Nürnberger Maler und Bildhauer Albrecht Dürer entwickelte sein AD Monogramm im Jahre 1498 und kennzeichnete seine Werke mit dem weltberühmten Logo. Auch mittelalterliche Notare verwendeten seit dem 11. Jahrhundert ein eigenes, persönliches Notariatssignet. Diese Vorläufer haben mit unseren heutigen Firmenmarken oder Signets gemeinsam, dass sie in einer vereinfachten, reduzierten Form eine sehr komplexe Aussage darstellen:
1. die Identifikation oder Kennzeichnung des Herstellers bzw. Dienstleisters,
2. die Funktion der rechtlichen Beglaubigung,
3. die gleich bleibende Qualität des Produktes, und
4. die Abgrenzung von der Konkurrenz.

## Signet (Markenzeichen)
Als sich der Handel im Mittelmeerraum ausbreitete (ab etwa 800 v. Chr.), entwickelte sich zunehmend die Verwendung von Identifikationszeichen wie Töpfer-, Steinmetz- und Goldschmiedemarken. Andere Vorläufer von Markenzeichen waren die Brandmarken auf Nutztieren, die die Identität ihrer Besitzer garantierte und dadurch auch die Unverwechselbarkeit der Tiere auf dem Markt gewährleisteten. Solche Identifikations- oder Besitzzeichen hatten die pragmatische Funktion, die Ware, den Besitzer oder den Hersteller zu identifizieren. Darüber hinaus konnten diese Zeichen auch den Qualitätswert der Produkte eines bestimmten Züchters oder Handwerkers darstellen. Die verwendeten Zeichen haben sich eher als Bildzeichen denn als Wortzeichen etabliert, um auch über Ländergrenzen hinaus verstanden zu werden. Markenzeichen werden heute auch Signete genannt.